# TGRT
TGRT (tyrkisk: Türkiye Gazetesi Radyo ve Televizyonu) er en tyrkisk tv-kanal, ejet af Ihlas Media. Kanalen blev i juli 2006, købt af mediemogulen Rupert Murdoch, som ejer FOX og Sky TV i Storbritannien.
| Fjernsyn | Spire Denne artikel om en tv-kanal er en spire som bør udbygges. Du er velkommen til at hjælpe Wikipedia ved at udvide den. |